# Eubazus tomoxiae
Eubazus tomoxiae är en stekelart som först beskrevs av Sievert Allen Rohwer 1915.  Eubazus tomoxiae ingår i släktet Eubazus och familjen bracksteklar. Inga underarter finns listade i Catalogue of Life.